# Theodor Kullak
Theodor Kullak va néixer el 12 de setembre de l'any 1818 a Krotoshin, Posen, i va morir el dia 1 de març l'any 1882. Va ser un pianista alemany, compositor i professor.
Va començar els seus estudis de piano com a pupil d'Albrecht Agthe a Posen (Poznan). Va progressar tan que va suscitar l'interès del príncep artístic Anton Radziwill quan tenia vuit anys. L'any 1829 va donar un concert a la cort a Berlín. Va aparèixer amb un coartista anomenat Henriette Sontag. El rei Frederic Guillem IV de Prússia va quedar molt encantat.
L'any 1851, va establir una nova escola, Tonkunst de Neue Akademie, que va tenir un èxit durador i va ser nomenada com "acadèmia de Kullak". Aquesta escola es va especialitzar en classes per a pianistes o persones que en volien saber, i va esdevenir l'escola privada més important d'Alemanya, tenir molts i bons alumnes. Va ser professor l'any 1861 i també va ser nomenat membre honorari de l'acadèmia real de música a Florència.
Va escriure una gran quantitat de peces per a piano amb Schule der Fingerübungen und des Oktavenspiels (1848) que va ser molt conegut. En canvi, les seves altres cançons com la de Concert per a piano i dues sonates, no són molt conegudes avui en dia. El gran pianista alemany Emil von Sauer va incloure obres de Kullak en les seves col·leccions, amb fins pedagògics.

## Alumnes de Kullak
- Arthur Mees[2]
- Agathe Backer-Grøndahl,
- Edward Baxter Perry,[3]
- Alexandr Alexandrovich Ilyinsky,
- Leonhard Emil Bach,[4]
- Alphonse Devin Duvivier,[5]
- Constantin von Sternberg,[6]
- Albert Friedenthal,[7]
- Jean Louis Nicodé,
- Marta Remmert,[8]
- David Walton Perkins,[9]
- Friedrich Zelle,
- Silas G. Pratt.[10]
- James Kwast (1852-1927).
- Otto Reinsdorf (1848-1890).[11]
- Julius Reubke (1834-1858), organista i compositor.
- Adolph Ries (1837-1899).[12]